# بيتر ماكليود
بيتر ماكليود هو سياسي كندي، ولد في 1845، وتوفي في 4 فبراير 1908.